# شگرف‌ماهی
شگرف‌ماهی (نام علمی: Xenichthys) نام یک سرده از تیره سنگسرماهیان است.